# حفني أحمد حسن
حفنى أحمد حسن (1920 - 1990) هو مغني شعبي مصرى، من الصعيد، أشتهر بتقديم العديد من المواويل والأشعار الفولكورية الصعيدية ومن أبرزها شفيقة ومتولي التي حظيت بشعبية ضخمة في مصر وتم إنتاج فيلم سينمائي مبني عليها من بطولة سعاد حسني وأحمد زكي عام 1979، كان يغنى في إذاعة الإسكندرية المحلية منذ بداية الستينات وكان له جمهور كبير من محبيه.

## حياته
ولد حفني في قرية بني مر بمحافظة أسيوط سنة 1920، انتقل مع أسرته إلى الإسكندرية ليستقر في عدد من المنازل في منطقة بحرى ما بين المنشية والأنفوشى، عمل في مجال المعمار في بداية حياته، بدأ بتقديم العديد من الأغاني كهاوي والتقطه زكريا الحجاوى مثل كثيرين من رواد الغناء الشعبى في مصر لكنه رفض أن يغنى من تأليف الحجاوى أو غيره وفضل أن يغني على طريقته الخاصة، قبل ثورة يوليو بقليل انتشرت أغنياته التي كتبها بنفسه على نمط «التربيع الصعيدى» وبلحن واحد متكرر مأخوذ من الفولكلور.

## مسيرته
خلال فترة الخمسينيات من القرن العشرين فوجئ ذات صباح بمن يخبره بأن الرئيس عبد الناصر موجود في استراحته بالإسكندرية، ويريد أن يراه واعتقد أنها مداعبة من شخص ما لكنه في اليوم التالى وجد نفسه وجهًا لوجه الرئيس وقام بإلقاء مقطع من أغنية وفوجئ بأن ناصر يبكي ويخبره بأن هذه الأغنية كانت ونيسه في الفالوجا لحرب فلسطين، وأنه يحب صوته وطلب منه أن يسجل أغنياته على أسطوانات، ومن هنا بدأت أغنية في الانتشار في أنحاء مصر.

### حياته الشخصية
تزوج مرتين وكانت زوجته الثانية روح الفؤاد والتي كانت مغنية شعبية معروفة أنذاك وهي صاحبة الأغنية الشهيرة «سوق بينا يا اسطى على الكورنيش»، وأنجب منها أبنه عصام الذي أصبح مطرباً في فترة الثمانيات ولكنه مات صغيراًً ولم يحقق أي شهرة ولا يتذكر له أي أغنية معروفة.

## أشهر الأغانى
- فوزي وانصاف
- شفيقة ومتولى
- مواويل
- والله انا سايبك مش ندمان
- يا كداب
- انا الغربة طالت علي
- الناس الأصيلة ما يميلوش
- قصة اولاد متولى
- أنا مظلوم
- ازاي تعاشر أبو وشين
- إنت غرامك شاغل بالي
- الحق عليا انا غلطان
- اخلص معايا وانا وياك
- أصفي معاك
- أنا مظلوم